# Megachile derelictula
Megachile derelictula är en biart som beskrevs av Cockerell 1937. Megachile derelictula ingår i släktet tapetserarbin, och familjen buksamlarbin. Inga underarter finns listade i Catalogue of Life.